# Totomoxtla, San Luis Potosí
Totomoxtla är en ort i Mexiko.   Den ligger i kommunen Tampacán och delstaten San Luis Potosí, i den sydöstra delen av landet, 220 km norr om huvudstaden Mexico City. Totomoxtla ligger 102 meter över havet och antalet invånare är 509.
Terrängen runt Totomoxtla är kuperad söderut, men norrut är den platt. Runt Totomoxtla är det ganska tätbefolkat, med 179 invånare per kvadratkilometer. Närmaste större samhälle är Tampacan, 4,6 km nordost om Totomoxtla. Omgivningarna runt Totomoxtla är en mosaik av jordbruksmark och naturlig växtlighet.